# 3094-es busz
A 3094-es jelzésű autóbusz helyközi autóbuszjárat Salgótarján és Karancsberény között, melyet a Volánbusz Zrt.üzemeltet.

## Közlekedése
A járat Salgótarjánt és Karancsberényt köti össze. Útvonalának hossza 14,0 km, a menetidő 20-25 perc. 

## Megállóhelyei
| 0  | Salgótarján, autóbusz-állomás végállomás | 18 | 1, 2A, 2T, 3C, 5, 6, 7, 7A, 7B, 7C, 8, 9, 11, 11A, 11B, 11Y, 13, 14, 19, 27A, 36, 46, 58, 63, 63S 1010, 1012, 1020, 1021, 1301, 1305, 1347, 1349, 1351, 1352, 1354, 1384, 1447, 1448 3015, 3022, 3024, 3030, 3034, 3044, 3045, 3051, 3052, 3055, 3056, 3058, 3060, 3061, 3062, 3064, 3065, 3066, 3067, 3070, 3072, 3075, 3080, 3081, 3082, 3084, 3090, 3092, 3093 személyvonat |
| 1  | Salgótarján, Kővár út 42.                | 17 | 5, 7, 7A, 14, 58 3084, 3090, 3092, 3093 |
| 2  | Salgótarján (Károlyakna), vízmű          | 16 | 5, 7, 7A, 14, 58 3084, 3090, 3092, 3093 |
| 3  | Salgótarján, Dugdelpuszta                | 15 | 3084, 3090, 3092, 3093 |
| 4  | Salgótarján, Gyurtyános                  | 14 | 3084, 3090, 3092, 3093 |
| 5  | Karancsalja, újtelep                     | 13 | 3084, 3090, 3092, 3093 |
| 6  | Karancsalja, Csengő csárda               | 12 | 3084, 3090, 3092, 3093 |
| 7  | Karancsalja, autóbusz-váróterem          | 11 | 3084, 3090, 3093 |
| 8  | Karancsalja, Rákóczi út                  | 10 | 3084, 3090, 3093 |
| 9  | Karancslapujtő, Malom                    | 9  | 3084, 3090, 3093 |
| 10 | Karancslapujtő, ipari park               | 8  | 3084, 3090, 3093 |
| 11 | Karancslapujtő, iskola                   | 7  | 3084, 3090, 3093 |
| 12 | Karancslapujtő, orvosi rendelő           | 6  | 3090 |
| 13 | Karancslapujtő, Kőhegy                   | 5  | |
| 14 | Karancslapujtő, Szőlőkalja               | 4  | |
| 15 | Karancsberény, Alsóvég                   | 3  | |
| 16 | Karancsberény, Pipitér                   | 2  | |
| 17 | Karancsberény, sportpálya                | 1  | |
| 18 | Karancsberény, Fontos újtelep végállomás | 0  | 3090 |